# تصميم صحفي

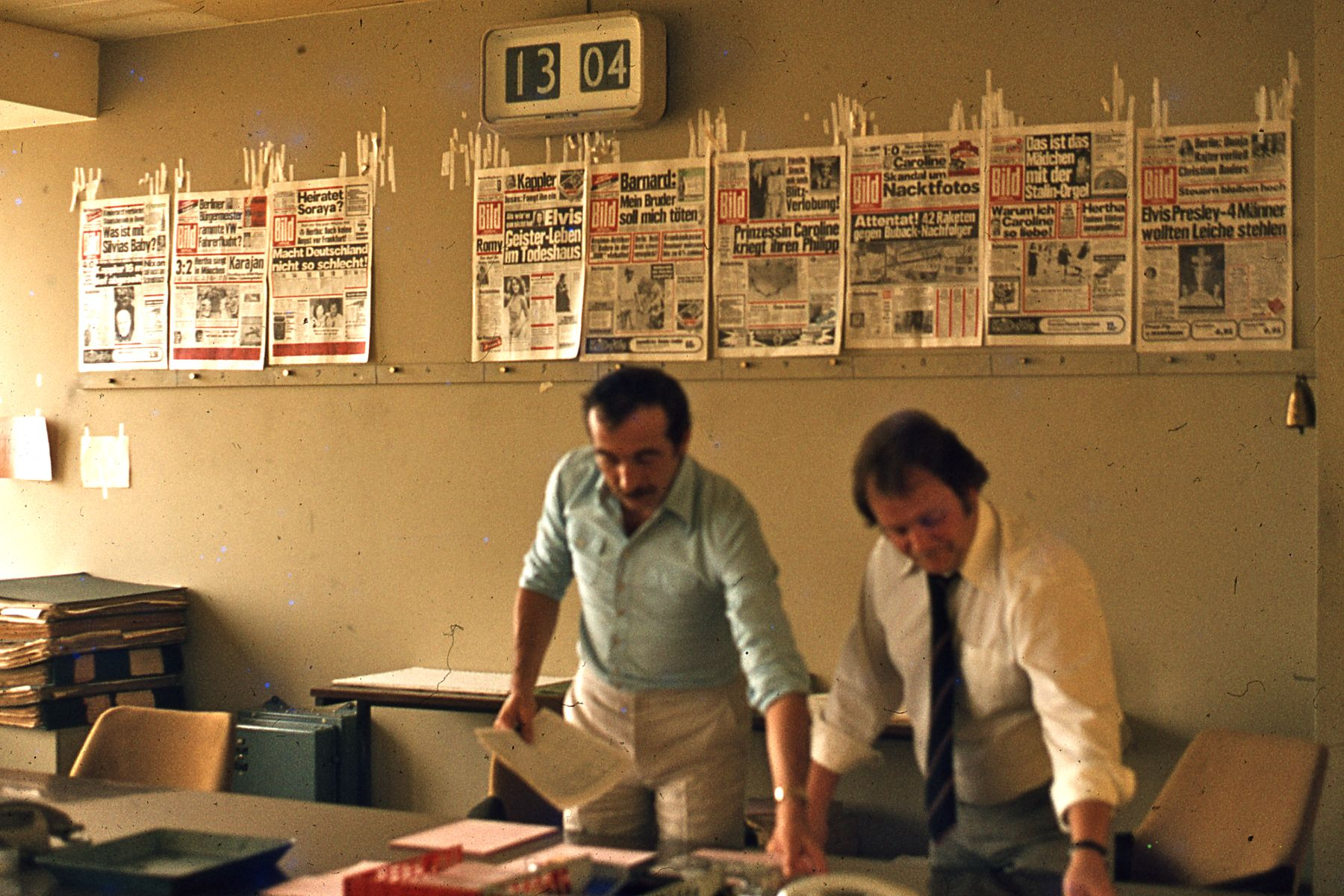

إن التصميم الصحفي هو عملية ترتيب للمواد التي تعرض على صفحات الصحيفة، وذلك وفقًا للإرشادات والأهداف التحريرية والرسومية. وتشمل الأهداف التحريرية الرئيسية ترتيب الأساليب الصحفية حسب الأهمية، وذلك مع الاعتبارات فيما يتعلق بالجرافيك والتي تشمل قابلية القراءة والاندماج المتوازن وغير الملحوظ للإعلان.
يتضمن التصميم الصحفي مبادئ تصميم الجرافيك ويتم تدريسه كجزء من تدريب الصحافة في المدارس والكليات. وتشمل المصطلحات المتداخلة وذات الصلة التخطيط والتركيب (الذي يعرف سابقًا بمصطلح تجميع الصفحة) وتقسيم الصفحات.
يبدأ العصر الحديث للصحف في منتصف القرن التاسع عشر، وذلك مع حدوث الثورة الصناعية والقدرات المتزايدة في الطباعة والتوزيع. ومع مرور الوقت، أدت التحسينات في تقنية الطباعة وتصميمات الجرافيك والمعايير التحريرية إلى التغييرات والتحسينات في شكل الصحف وقابليتها للقراءة. وكان يتم غالبًا تجميع الصحف في القرن التاسع عشر حسب النوع، ويتم ترتيبها عموديًا مع وجود عناوين متعددة لكل مقال. واستمرت مجموعة من القيود التكنولوجية حتى ظهور صف الحروف الرقمي وتقسيم الصفحات في أواخر القرن العشرين.

## العملية
عادةً ما يستخدم المصممون برمجية النشر المكتبي لترتيب العناصر على الصفحات مباشرةً. ففي الماضي، وقبل تجميع الصفحات الرقمي لمرحلة ما قبل الصحافة، كان المصممون يستخدمون «نماذج التخطيط» الدقيقة لتوجيه التخطيط الصحيح للعناصر لكل صفحة.
كان يستلزم وجود نموذج تخطيط كامل لتحديد قياسات عرض الأعمدة المناسبة والتي من خلالها يقوم المسئوول عن صف الحروف بتحديد النوع وترتيب أعمدة النص. كما يتطلب التخطيط احتساب أطوال النسخة (النص حسب «العمود بالبوصة»)، لأي عرض محدد.
كان يرجع الكثير من التباين والتنافر في الصحف السابقة إلى حقيقة أنه كان يقوم المسؤول عن صف الحروف حصريًا بالتعامل مع تصحيحات اللحظات الأخيرة. مع عملية الطباعة الفوتوغرافية، أفسح صف الحروف المجال لتجميع الصفحة، حيث تمت طباعة الأعمدة حسب النوع بواسطة آلات (تنفيذ حروف الطباعة فوتوغرافيًا)على فيلم ذي دقة عالية لتجميع الصفحات على مطبوعات نهائية فوتوغرافية. ولقد تم تحويل هذه المطبوعات إلى «صور سالبة» باستخدام كاميرا إنتاج ذات مقياس كبير - مباشرةً إلى ألواح فوتوغرافية لمستحلبات معدنية.
على الرغم من أن تجميع الصفحات أدى إلى إنهاء عملية صف الحروف المعقدة، إلا أنها لا زالت تتطلب تخطيطات محددة وتعيين مقاسات عرض الأعمدة. و (لا تزال) الألواح الفوتوغرافية مغلفة على أسطوانات الطباعة ليتم وضع الحبر مباشرةً على ورق الصحف.
وفي منتصف التسعينات، أفسحت عملية تجميع الصفحات المجال إلى عملية الطباعة من الحاسوب إلى اللوحة مباشرة، حيث يتم تحويل ملفات الحاسوب الرقمية إلى لوحة فوتوغرافية. ومن خلال استبدال العديد من الخطوات الفاصلة في إنتاج الصحف، سمحت عملية ترقيم الصفحات بعملية الطباعة من الحاسوب إلى اللوحة بالمزيد من المرونة والدقة أكثر من ذي قبل. ولا يزال المصممين اليوم يستخدمون تخطيطات شبكة للعمود فقط مع برمجية التخطيط، مثل أدوبي إنديزاين أو كوارك.

## خيارات التصميم
يختار المصممون مقاسات الصور ومقاسات العناوين (من مقاسات الأحرف وحجم المساحة التي يتخذها العنوان). وقد يتخذون القرار فيما يتعلق بتوزيع المقالات على الصفحات، وأماكنها على الصفحة، وذلك بمفردهم أو باستشارة المحررين. وربما يتولون اختيار أنواع الخطوط لصفحات معينة، ولكن عادةً ما تتميز الصحف بأسلوب تصميم يحدد معظم الاستخدامات الروتينية.

## مصممون صحفيون بارزون
إدموند آرنولد وهو يعتبر بشكل كبير مؤسس تصميم الصحف المعاصر.